# Ðuro Savinović
Ðuro Savinović (* 1. März 1950 in Dubrovnik; † 1. Februar 2021 ebenda) war ein jugoslawischer Wasserballspieler.

## Biografie
Ðuro Savinović gewann mit der Jugoslawischen Nationalmannschaft die Bronzemedaille bei der 
Weltmeisterschaft 1973 und bei der Europameisterschaft 1974. 1975 nahm er erneut an der Weltmeisterschaft teil und konnte zudem bei den Mittelmeerspielen die Silbermedaille gewinnen. Bei den Olympischen Spielen 1976 in Montreal belegte er mit der Nationalmannschaft den fünften Platz.
Auf Vereinsebene war Savinović für den VK Jug Dubrovnik aktiv. Mit diesem wurde er 1980 und 1981 jugoslawischer Meister und gewann 1981 den jugoslawischen Pokal. Zudem gewann er 1980 den Europapokal.